# Kiki Smith
Kiki Smith (Norimberga, 18 gennaio 1954) è un'artista statunitense di origine tedesca. Studia le tematiche della sessualità, delle origini e della rinascita.
Le opere realizzate tra la fine degli anni ottanta e i primi novanta affrontano tematiche come l'AIDS, il gender e l'etnia, ma nei lavori più recenti racconta la visione del legame tra uomo e mondo animale. Smith vive e lavora a New York nel quartiere Lower East Side.

## I primi anni di vita e la formazione
Kiki Smith è figlia dell'artista Tony Smith e dell'attrice e cantante lirica Jane Lawrence. Nonostante il suo lavoro sia profondamente diverso da quello dei suoi genitori, è stato il contatto con le opere geometriche del padre a metterla in contatto con la scultura. La frequentazione della Chiesa Cattolica negli anni della sua infanzia, unita all'attrazione per il corpo umano, hanno influenzato a lungo il suo lavoro dal punto di vista concettuale.
Smith si trasferisce dalla Germania a South Orange (New Jersey) da piccola, nel 1955. Frequenta la Columbia High School e in seguito si iscrive alla Hartford Art School del Connecticut, che frequenta tra il 1974 e il 1975. Nel 1976 si trasferisce a New York City ed entra a far parte del collettivo di artisti Collaborative Projects (Colab). L'influenza di questo collettivo radicale è ampiamente visibile nei suoi lavori. Per un breve periodo nel 1984, mentre studia per diventare un tecnico di primo soccorso medico, inizia a scolpire parti del corpo per poi passare nel 1990 alla realizzazione di figure umane.

## Opere

### Tematiche
Colpita profondamente dalla morte del padre nel 1980 e in seguito da quella della sorella Beatrice “Bebe” Smith (morta di AIDS nel 1988), Kiki Smith inaugura un'ambiziosa ricerca sulla mortalità e sulla fisicità del corpo umano creando opere che esplorano gli organi del corpo umano, come sculture del cuore, polmoni, stomaco, fegato e milza. Collegato a questo è il suo lavoro sui fluidi umani, di forte impatto per il suo significato sociale e per il legame con le tematiche dell'AIDS (sangue) e dei diritti delle donne (urine, sangue mestruale, feci).

### Incisioni
Smith sperimenta molte tecniche di incisione. Nei suoi primi lavori stampa su vestiti, sciarpe e magliette, raffigurando spesso organi del corpo umano. Insieme a Colab, nei primi anni ottanta stampa una serie di poster che contengono slogan politici e annunciano gli eventi di Colab. In 1988 crea "All Souls", una serigrafia di quattro metri e mezzo con l'immagine ripetuta di un feto, trovata da Smith in un libro di anatomia giapponese. L'immagine era stampata con inchiostro nero su 36 fogli di carta tailandese realizzata a mano.
Il MOMA e il Whitney Museum conservano ampie collezioni delle stampe di Kiki Smith. Nella serie "Blue Prints", del 1999, Kiki Smith sperimenta la tecnica dell'acquatinta. L'opera "Virgin with Dove" viene realizzata con un'acquatinta aerografata che in stampa permette di ottenere un alone attorno alla Vergine Maria e allo Spirito Santo.

### Scultura

Kiki Smith, Rapture, 2001, statua in bronzo, 170,82×157,48×66,68cm

Mary Magdelene (1994), scultura in bronzo silicio e acciaio, è un esempio della sua interpretazione non convenzionale del nudo femminile. La figura è priva di pelle su tutto il corpo tranne che sul viso, sui seni e sull'area che circonda l'ombelico. Indossa una catena attorno alle caviglie, il viso ha pochi tratti somatici e guarda verso l'alto. Smith ha dichiarato che durante la realizzazione di Mary Magdalene ha tratto ispirazione dall'immagine di Maria Maddalena nella tradizione della Germania del Sud, dove viene raffigurata come una donna ribelle. La scultura di Smith Standing (1998), che raffigura una donna in piedi su un albero di Eucalipto, fa parte della Collezione Stuart di arte pubblica del campus University of California, San Diego.
Nel 2005, la sua installazione Homespun Tales vince per acclamazione la 51ª Biennale di Venezia. Nel 2010 realizza l'installazione Lodestar alla Pace Gallery, una mostra di figure umane a grandezza naturale dipinte su supporti di vetro opaco. Nel 2012, Smith mette in mostra una serie di tre tappeti Jaquard, pubblicati da Magnolia Editions, al museo Neuberger Museum of Art.

### Commissioni
La prima scultura permanente di Kiki Smith fu installata nel 1998, dopo cinque anni di lavorazione, all'esterno del Campus della University of California, San Diego.
Nel 2010, il Museum at Eldridge Street ha commissionato a Kiki Smith e all'architetto Deborah Gans la creazione di una nuova finestra monumentale per la Street Synagogue di Eldridge 1887, un importante monumento (National Historic Landmark) del Lower East Side di New York. Questa commissione segnò la conclusione dell'ultimo imponente restauro del museo, durato 20 anni.
Per il Claire Tow Theater sul Vivian Beaumont Theater, Kiki Smith ha progettato Overture (2012), una scultura mobile fatta di assi incrociate e di uccelli ricoperti in bronzo.

### Libri d'artista
Ha realizzato vari libri, tra i quali Fountainhead (1991), The Vitreous Body (2001) e Untitled (Book of Hours) (1986).

## Collaborazioni
Smith ha collaborato con la poetessa Mei-mei Berssenbrugge per realizzare Endocrinology (1997), e Concordance (2006), con l'autrice Lynne Tillman per realizzare Madame Realism (1984), con la poetessa Anne Waldman per If I Could Say This With My Body, Would I. I Would. con i coreografi Douglas Dunn and Dancers per le sue performance, con i musicisti Ha-Yang Kim, Daniel Carter, Ambrose Bye e Devin Brahja Waldman, e ha collaborato con Anne Waldman alla poesia Jaguar Harmonics.

## Mostre
Nel 1982 Smith realizza la sua prima mostra personale, Life Wants to Live, al The Kitchen. Da allora, il suo lavoro è stato esposto in 150 mostre personali nei musei e nelle gallerie di tutto il mondo e ospitato in centinaia di importanti mostre collettive al Whitney Biennial di New York (1991, 1993, 2002); a La Biennale di Firenze (1996-1997; 1998); e alla Biennale di Venezia (1993, 1999, 2005, 2009).
Ha esposto al Museo delle belle arti di Montréal e al Modern Art Museum, Fort Worth (1996–97); al Museum of Contemporary Art, Los Angeles (1996–97); Irish Museum of Modern Art, Dublino (1997–98); Hirshhorn Museum and Sculpture Garden, Washington (1998); Carnegie Museum of Art, Pittsburgh (1998); Center for Curatorial Studies and Art in Contemporary Culture, Bard College, Annandale-on-Hudson (1999); St. Louis Art Museum (1999-2000); all'International Center of Photography (2001).
Nel 1996, Smith ha esposto nella mostra collettiva al SITE Santa Fe, con Kara Walker.
Nel 2005 la retrospettiva intitolata Kiki Smith: A Gathering, 1980-2005 ha debuttato al San Francisco Museum of Modern Art. In seguito un'estensione della mostra è stata portata al Walker Art Center di Minneapolis, dove aveva avuto origine. Al Walker, Smith ha partecipato alla realizzazione del catalogue raisonné con il curatore Siri Engberg.
La retrospettiva si è poi spostata al Contemporary Arts Museum Houston, al Whitney Museum of American Art di New York, e infine a La Coleccion Jumex di Ecatepec de Morelos (vicino a Città del Messico). Nel 2008, Smith ha ceduto Selections from Animal Skulls (1995) al Walker in onore di Engberg.
Kiki Smith ha partecipato alla 57ª Biennale di Venezia Viva Arte Viva, dal 13 maggio al 16 novembre 2017.

## Collezioni
Le opere di Kiki Smith sono entrate a far parte di più di 30 collezioni in tutto il mondo come l'Art Institute of Chicago; il Bonner Kunstverein (Bonn, Germany); il Cleveland Museum of Art; la Corcoran Gallery of Art (Washington, DC); il Fogg Art Museum, Harvard University (Cambridge, MA); High Museum of Art (Atlanta, GA); Irish Museum of Modern Art (Dublin, Ireland); the Israel Museum (Jerusalem, Israel);  Speed Art Museum (Louisville, KY); the Los Angeles County Museum of Art; the Louisiana Museum of Modern Art (Humlebæk, Denmark);  McNay Art Museum (San Antonio, TX); il Metropolitan Museum of Art (New York, NY); il Moderna Museet (Stockholm, Sweden); il Museum of Fine Arts, Boston; The Museum of Fine Arts, Houston; the Museum of Modern Art (New York, NY); la New York Public Library; the San Francisco Museum of Modern Art; the Tate Gallery (London, England); Victoria and Albert Museum (London, England); il Virginia Museum of Fine Arts; the Wadsworth Atheneum (Hartford, CT); il Whitney Museum of American Art (New York, NY); e la Yale University Art Gallery (New Haven, CT).

## Riconoscimenti
I numerosi riconoscimenti ottenuti, includono il Nelson A. Rockefeller Award from Purchase College School of the Arts (2010), il Women in the Arts Award da parte del Brooklyn Museum (2009), la 50th Edward MacDowell Medal (2009), il Medal Award from the School of the Museum of Fine Arts, Boston (2006), il premio Athena for Excellence in Printmaking from the Rhode Island School of Design (2006), la medaglia Skowhegan for Sculpture della Skowhegan School of Painting and Sculpture, Maine (2000) e la menzione su Time Magazine in “Time 100: The People Who Shape Our World” (2006). Smith è stata eletta membro dell'American Academy of Arts and Letters, New York, nel 2005.
Nel 2012 riceve la U.S. State Department Medal of Arts da Hillary Clinton. Le sue opere sono presenti nei consolati di Istanbul e Mumbai. Dopo essere stata scelta come speaker per la lecture annuale dedicata a Patsy R. and Raymond D. Nasher in Contemporary Sculpture and Criticism nel 2013, Smith è diventata artista in residenza alla University of North Texas nell'Istituto per il progresso delle Arti, nell'anno accademico 2013-14.
Nel 2016 ha ricevuto dall'International Sculpture Center il "Lifetime Achievement in Contemporary Sculpture Award".